# Жерар I (граф Парижа)
Жерар I (фр. Girard (Girart), ок. 717 — после 28 июля 775) — граф Парижа с 753 года, родоначальник рода Жерардидов (Матфридингов), из которого произошёл Эльзасский дом, представители которого с 1047 года стали герцогами Лотарингии.

## Биография
Происхождение Жерара неизвестно. В 753—779 годах он был графом Парижа. Также он с 747 года несколько раз упоминается в актах аббатства Сен-Дени. Его жена, Ротруда, возможно, была родственницей Карла Мартела.

## Брак и дети
Жена: Ротруда
- Стефан (Этьен) I (ок. 754 — 16 августа 815), граф Парижа с 779
- Ротильда
- Бего (ок. 755/760 — 28 октября 816), граф Парижа с 815
- Летард (ок. 760/765 — 3 января после 813), граф Фезансака с 801